# Шрот, Генрих
Генрих Шрот (нем. Heinrich Schroth 23 марта 1871 — 14 января 1945) — немецкий актёр театра и кино.

## Биография
Родился Генрих Огюст Франц Шрот в Пермазенсе, Рейнланд-Пфальц, Германия. В 1890 году Шрот дебютировал в Королевском театре Зигмаринген. В 1894 году он работает в городском театре в Аугсбурге, в 1896 году в Майнце, в 1897 году в Театре Королевского Суда в Ганновере. С 1899 по 1905 год он провёл шесть лет в составе немецкого драматического ансамбля в Гамбурге, с 1905 года выступал в разных берлинских театрах.

### Кинокарьера
Шрот дебютировал в кино в 1916 году в драме Волтера Шмидгаслера Велкер Лорбир. Он провёл 1910-е годы снимаясь в ряде немецких немых фильмов, работал с такими режиссёрами, как Георг Якоби, Роберт Вине и Гарри Пиль. Его карьера в 1920 году была успешной, и он играл вместе с такими звёздами немого кино как Лиль Даговер, Эмиль Яннингс, Пауль Вегенер и Бригитта Гельм. Шрот с легкостью переходит к эпохе звукового кино.
Во время Второй мировой войны Генрих Шрот принимает участие в большом количестве кинопроектов для нацистской партии, в том числе пропагандистских фильмах для нацистского режима. («Пур ле мерит»). На заключительном этапе Второй мировой войны Рейхсминистр пропаганды Йозеф Геббельс помещает Шрота в Gottbegnadeten-Liste («список Богом одарённых», или «независимый список важных артистов»), список артистов на 36 страницах, которые имеют решающее значение для нацистской культуры. Наиболее заметной работой Шрота эпохи Второй мировой войны, возможно, стала роль Герра фон Неуффера в антисемитский мелодраме 1940 года Еврей Зюсс (нем. Jud Süß) режиссёра Файта Харлана, снятой по запросу Геббельса.
Театральная и кино-карьеры Шрота длились пять десятилетий. Он умер в январе 1945 года.

## Личная жизнь
Генрих Шрот был женат трижды. Мало что известно о его первой жене. У пары родился сын, Гайнц Шрот (1902—1957). Его второй супругой была Элс Раттершейм, у пары родился сын, актёр и режиссёр Карл-Гайнц Шрот (он же Гайнц Сайлер) в 1902 году. Его третьей женой была немецкая актриса Кейт Хаак, с которой у него родилась дочка, актриса Ганнелоре Шрот в 1922 году.

## Избранная фильмография
- 1922 — Лжедмитрий / Der falsche Dimitri — Юрий
- 1932 — Город стоит на голове / Eine Stadt steht kopf (1932) — ревизор
- 1936 — Подсвечники императора / Die Leuchter des Kaisers — главный заговорщик
- 1940 — Еврей Зюсс / Jud Süß — герр фон Неуффер
- 1942 — Великий король / Der große König — генерал фон Шенкендорф